# Funk B
El Funk Model B fue un monoplano de cabina biplaza estadounidense de los años 30 del siglo XX diseñado por Howard y Joe Funk. Construido originalmente por la Akron Aircraft Company, más tarde fue renombrada Funk Aircraft Company. 

## Diseño y desarrollo
El Model B fue el primer avión a motor diseñado por los  hermanos Howard y Joe Funk, cuya experiencia previa era la construcción amateur de planeadores y veleros. El Model B era un monoplano de ala alta arriostrada mediante soportes con una unidad de cola convencional y tren de aterrizaje convencional fijo. El diseño era de una construcción mixta con alas de madera recubiertas de tela y fuselaje de tubos de acero soldados. El avión estaba propulsado por un motor propio Model E, desarrollado a partir de un motor de coche Ford "B". El prototipo voló por primera vez a finales de 1933.

## Historia operacional
Cuando los vuelos de pruebas resultaron exitosos, los hermanos formaron la Akron Aircraft Company en 1939 para construir el Funk B. Después de que comenzara la producción, el motor fue cambiado por un motor bóxer de cuatro cilindros Lycoming GO-145-C2 de 56 kW (75 hp), y fue redesignado como Model B-75L.
En 1941, la compañía se trasladó de Akron a Kansas y fue rebautizada como Funk Aircraft Company. La producción se detuvo durante la Segunda Guerra Mundial y un avión fue requisado y puesto en servicio con las Fuerzas Aéreas del Ejército de los Estados Unidos en 1942 como UC-92.
Tras la guerra, en 1946, la producción se reanudó usando un motor Continental C85-12 y el avión fue redesignado Model B-85C y bautizado Bee. No se vendió bien y la producción se detuvo en 1948. Habían sido construidos 380 aviones de todas las variantes.

## Variantes

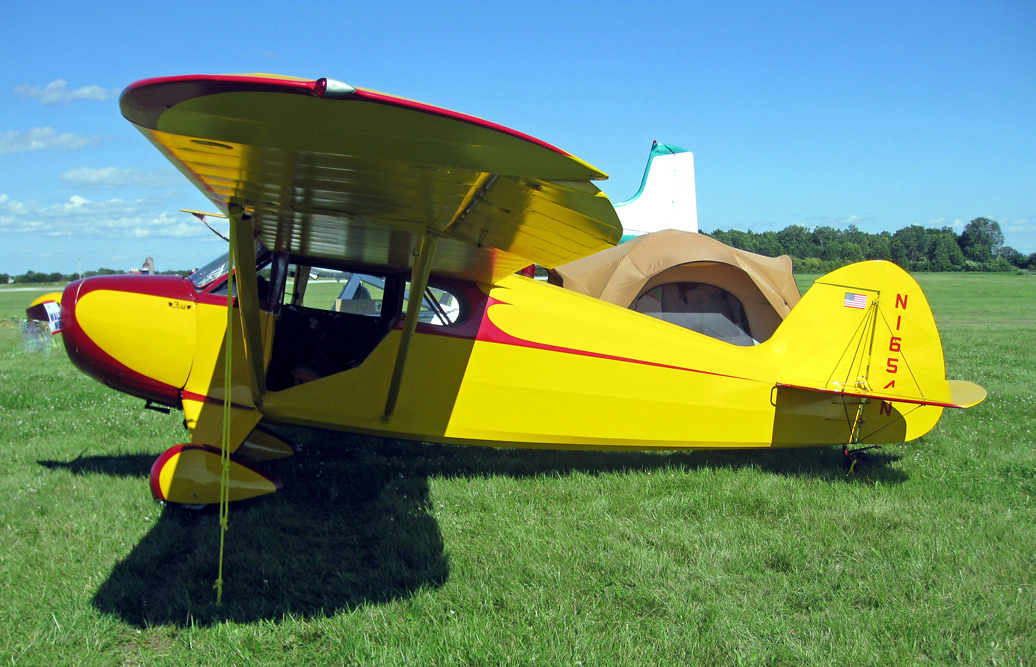
Funk B-85C construido en 1948 en Oshkosh, Wisconsin, en 2010.

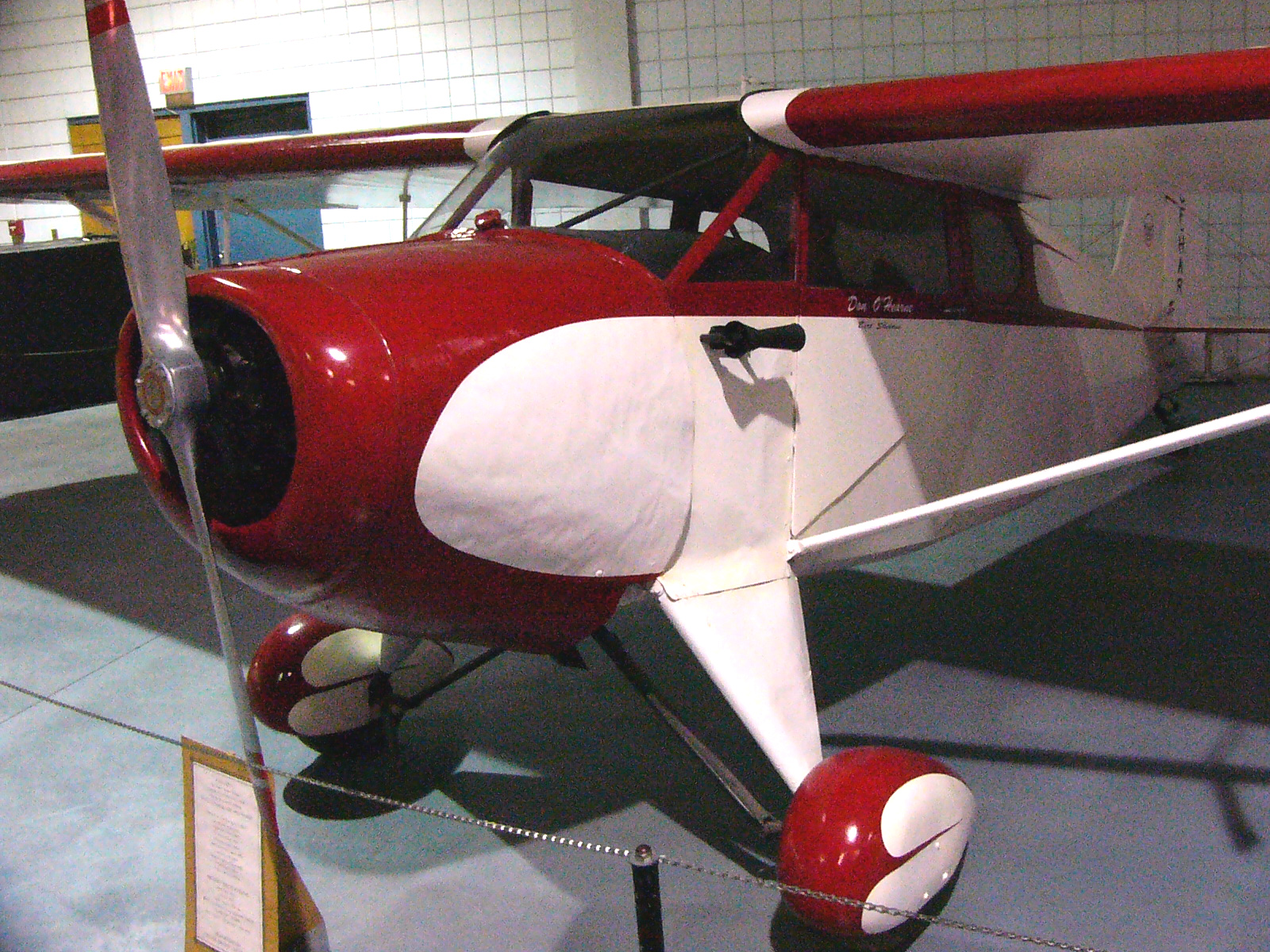
Funk B-85C en el Saskatchewan Western Development Museum.

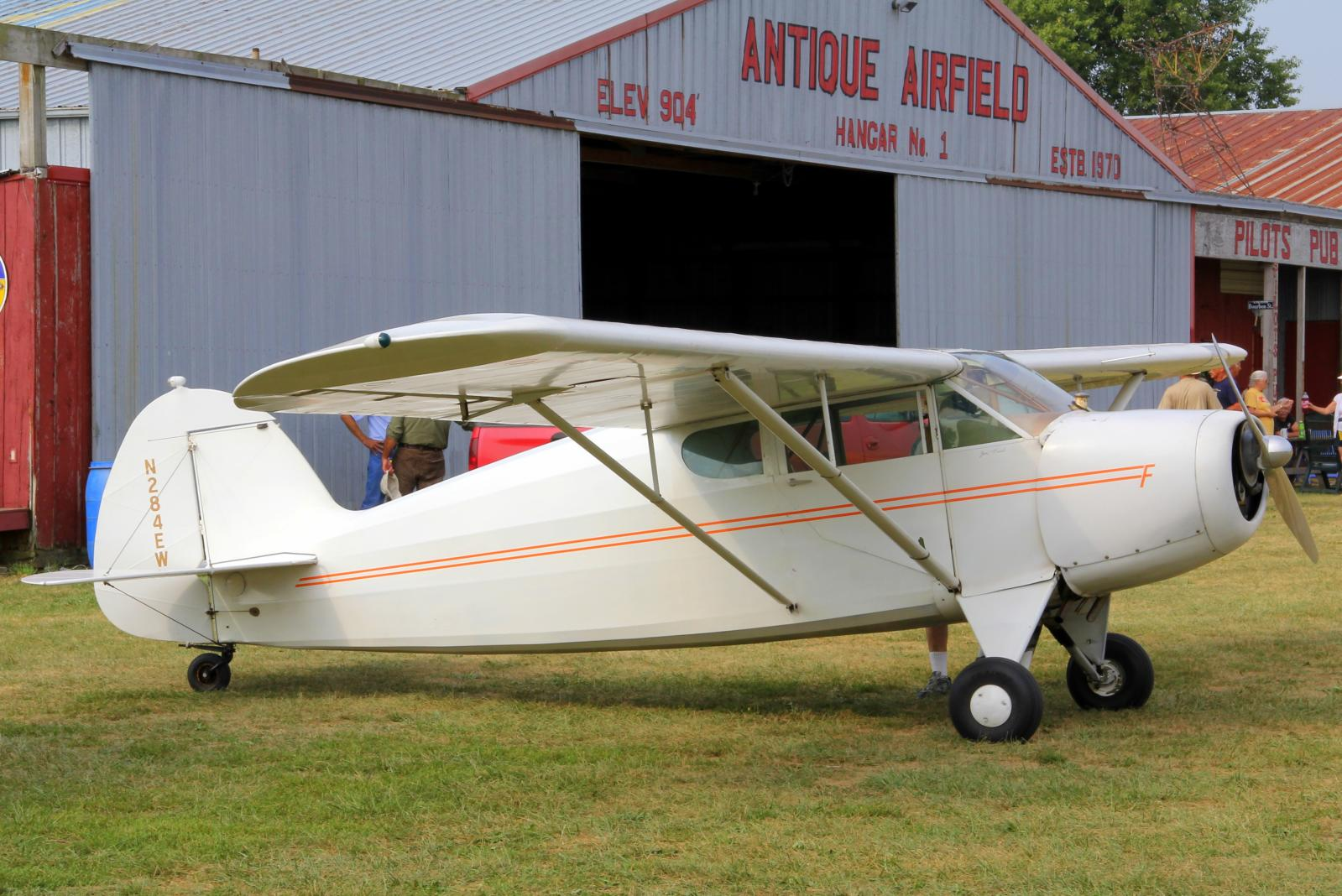
Funk B-85L.

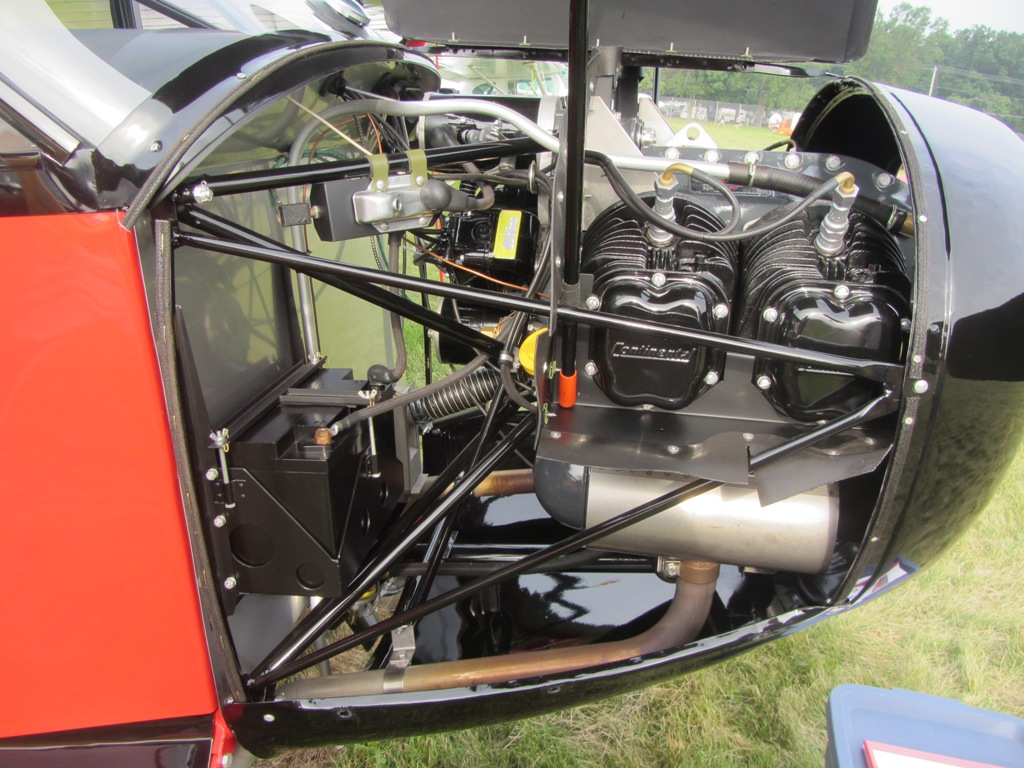
Motor Continental C85-12 del B-85C.

Model B
Prototipo y aviones de producción inicial con motor Funk E.
Model B-75L
Aviones de producción de preguerra con motor Lycoming GO-145-C2 de 56 kW (75 hp).
Model B-85C Bee
Aviones de producción de posguerra con motor Continental C85-12.
UC-92
Designación del Ejército para un Model B-75L requisado (s/n 42-79548).

## Operadores
Estados Unidos
- Fuerzas Aéreas del Ejército de los Estados Unidos

## Especificaciones (B-85C)
Referencia datos: Jane's All The World's Aircraft 1951–52

### Características generales
- Tripulación: Uno (piloto)
- Capacidad: Un pasajero
- Longitud: 6,1 m (20,1 ft)
- Envergadura: 10,7 m (35 ft)
- Altura: 1,9 m (6,1 ft)
- Superficie alar: 15,7 m² (169 ft²)
- Perfil alar: NACA 4412
- Peso vacío: 404 kg (890,4 lb)
- Peso cargado: 612 kg (1348,8 lb)
- Planta motriz: 1× motor bóxer de cuatro cilindros refrigerado por aire Continental C85-12.
  - Potencia: 63 kW (87 HP; 86 CV)

### Rendimiento
- Velocidad máxima operativa (Vno): 185 km/h (115 MPH; 100 kt) a nivel del mar
- Velocidad crucero (Vc): 161 km/h (100 MPH; 87 kt)
- Velocidad de entrada en pérdida (Vs): 64,4 km/h (40 MPH; 35 kt)
- Alcance: 563 km (304 nmi; 350 mi) con 30 minutos de reserva
- Techo de vuelo: 4600 m (15 092 ft)
- Régimen de ascenso: 4,1 m/s (807 ft/min)

## Aeronaves relacionadas

### Secuencias de designación
- Secuencia C-_ (Aviones de Carga del USAAC/USAAF/USAF, 1924-1962): ← C-89 - C-90 - C-91 - C-92 - C-93 - C-94 - C-95 →